# Беркутов, Александр Николаевич
Александр Николаевич Беркутов (21 мая 1933, Зубчаниновка, Самарская область, РСФСР, СССР — 7 ноября 2012, Москва, Россия) — советский гребец (гребля академическая), Олимпийский чемпион и серебряный призёр Олимпийских игр, многократный призёр чемпионатов Европы, тренер. Окончил ГЦОЛИФК и Московский институт нефтехимической и газовой промышленности (1957), инженер. Заслуженный мастер спорта СССР (1957). Заслуженный тренер РСФСР.

## Биография
Выступал за «Динамо». Тренер сборной СССР на Олимпийских играх 1972. С 1990 года — доцент кафедры гребного спорта РГУФК. Консультант и соавтор сценариев тематических учебных фильмов по гребному спорту (совместно с А. Ф. Комаровым). Автор ряда научно-методических работ, в числе которых планы подготовки сборной СССР, программы для спортивных школ и методические рекомендации по обучению технике и методике подготовки.
В последние годы жизни был профессором-консультантом кафедры теории и методики гребного и парусного спорта.
Умер 7 ноября 2012 года. Похоронен на Троекуровском кладбище в Москве.

## Достижения
- Чемпион Олимпийских игр 1956 на двойке парной на дистанции 2000 м (с Ю. Тюкаловым).
- Серебряный призёр Олимпийских игр 1960
- Чемпион Европы 1956—1959, 1961 на двойке парной. Бронзовый призёр чемпионата Европы 1954 на одиночке
- Победитель Хенлейской регаты 1957 и 1958
- Победитель Миланской регаты 1959
- Чемпион СССР 1954 в гребле на одиночке
- Чемпион СССР 1957, 1961 на двойке парной

## Награды
- Орден «Знак Почёта» (27.04.1957) — «за успехи, достигнутые в деле развития массового физкультурного движения в стране, повышения мастерства советских спортсменов, и успешное выступление на международных соревнованиях»
- Медаль «За трудовую доблесть» (16.09.1960) — за успешные выступления в XVII летних и VIII зимних Олимпийских играх 1960 года, а также за выдающиеся спортивные достижения[4]